# 新美街道
新美街道是中华人民共和国福建省厦门市同安区下辖的一个街道办事处。2022年4月8日，由新民街道析置新美街道。

## 行政区划
新美街道下辖：
梧侣社区、禾山社区、后宅社区、兴店社区、凤南社区、新塘村、土楼村、后坂村和南山村。